# The Great Cat Massacre
The Great Cat Massacre and Other Episodes in French Cultural History é uma influente coleção de ensaios sobre a história cultural do início da Idade Moderna de França, do historiador americano Robert Darnton, publicada pela primeira vez em 1984. O título do livro deriva do seu capítulo mais famoso, que descreve e interpreta uma fonte incomum detalhando o "massacre" de gatos por aprendizes de impressão que viviam e trabalhavam na Rue Saint-Séverin, em Paris, no final da década de 1730. Outros capítulos abordam contos de fadas, a escrita da Enciclopédia e outros aspetos do início da história moderna francesa.

## Metodologia
Darnton, influenciado por Clifford Geertz, que era colega de Darnton e foi pioneiro na abordagem da "descrição densa" na antropologia cultural, pretendia obter maior conhecimento sobre o período e os grupos sociais envolvidos, estudando o que ele percebia ser algo que parecia estranho à mente moderna tardia – o facto de que matar gatos pode ser engraçado.
The Great Cat Massacre and Other Episodes in French Cultural History, o livro que contém este relato, tornou-se um dos escritos mais populares de Darnton; foi publicado em dezoito idiomas.
Darnton descreve como, à medida que os aprendizes sofriam condições de trabalho extenuantes, eles passaram a ressentir-se dos privilégios que os seus donos davam aos seus gatos e elaboraram um plano para lidar com os animais de estimação pomposos, matando-os com a intenção de incomodar os seus donos. Darnton interpreta isso como uma forma inicial de protesto dos trabalhadores. (Assim como a esposa da história, que diz acreditar que “eles estavam ameaçados por um tipo mais sério de insubordinação” além da simples paralisação do trabalho.)
Os gatos eram os favoritos da esposa do impressor e eram alimentados muito melhor do que os aprendizes, que por sua vez recebiam "comida de gato" (restos de carne podre). Além disso, eles eram maltratados, espancados e expostos ao frio e a condições climáticas horríveis. Um dos aprendizes imitou um gato gritando como um por várias noites, deixando o impressor e a sua esposa desesperados. Por fim, o impressor ordenou que os gatos fossem reunidos e despachados. Os aprendizes fizeram isso, reuniram todos os gatos que puderam encontrar, espancaram-nos até quase a morte e realizaram um "julgamento". Eles consideraram os gatos culpados de bruxaria e sentenciaram-nos à morte por enforcamento. Darnton concluiu:

A piada resultou tão bem porque os trabalhadores brincaram com muita habilidade com um repertório de cerimónias e símbolos. Os gatos serviam perfeitamente os seus propósitos. Ao partir a espinha de “la grise”, chamaram a mulher do mestre de bruxa e meretriz, ao mesmo tempo que transformaram o mestre num corno e num tolo. Foi um insulto metonímico, proferido por ações, e não por palavras, e atingiu o alvo porque os gatos ocupavam um lugar fraco no modo de vida burguês. Manter animais de estimação era tão estranho para os trabalhadores como torturar animais era para os burgueses. Entalados entre sensibilidades incompatíveis, os gatos tinham o pior dos dois mundos.
A abordagem de Darnton aos textos históricos que ele usa, tanto no capítulo Massacre do Gato quanto em outros do volume, tem sido criticada logo após o lançamento da obra pelas suas suposições simplistas. Uma troca inicial entre Darnton e o historiador cultural francês Roger Chartier foi submetida a uma análise mordaz por Dominic LaCapra do 'Grande Massacre do Símbolo' envolvido. Harold Mah, em 1991, concentrou-se diretamente no relato de Darnton sobre o "Massacre", argumentando, em última análise, que o autor tinha "suprimido" a natureza real da fonte em busca de uma interpretação envolvente.